# Ангела Креста
Святая Ангела Креста (Анхела де ла Крус, исп. Ángela de la Cruz), урожд. Мария де лос Анхелес Герреро-и-Гонсалес (исп. María de los Ángeles Guerrero y González; 30 января 1846, Севилья — 2 марта 1932, Севилья) — испанская монахиня, основательница конгрегации Сёстры Креста, помогающей нищим и больным, о которых больше некому позаботиться. Папа Иоанн Павел II причислил её к лику святых в 2003 году.

## Биография
Мария де лос Анхелес родилась в Севилье в семье Франсиско Герреро, чесальщика шерсти из Грасалемы, и Хосефы Гонсалес. Всего в семье было 14 детей, из которых только шестеро достигли совершеннолетия. Оба родителя работали в монастыре тринитарных монахов: отец — поваром, а мать — прачкой и швеей. Её образование было весьма ограниченным, что было типично для девочек того времени.
Уже в 12 лет она пошла работать в мастерскую по ремонту обуви. Набожная начальница мастерской требовала от своих работников вместе молиться и читать житие святых. Именно она представила 16-летнюю Герреро отцу Хосе Торресу-и-Падилья, который стал исповедником девушки, оказавшим на неё огромное влияние. В 1865 году она подала прошение стать послушницей в монастыре кармелиток в Севилье, но её отказали из-за слабого здоровья. Тогда Торрес посоветовал ей заняться уходом за больными, в особенностями страдающими от холеры. В 1868 году 22-летняя девушка подала прошение вступить в конгрегацию Дочерей милосердия. Тем не менее, она покинула монастырь в период новициата по причине здоровья и вернулась работать в обувную мастерскую.
2 августа 1875 года 29-летняя Герреро покинула обувную мастерскую и вместе с ещё тремя женщинами — Хосефой де ла Пенья, Хуаной Марией Кастро и Хуаной Магадан — основали религиозную общину с отцом Торресом во главе. На деньги состоятельной де ла Пенья они сняли небольшую комнату с доступом к кухне в Севилье, и организовали круглосуточную столовую и центр помощи для местных бедняков и больных. В то время они начали носить монашеские одежды, и Герреро приняла имя Ангела Креста.
Община получила официальное одобрение 5 апреля 1876 года от Луиса де ла Ластра-и-Куэста, кардинала-архиепископа Севильи. В 1877 году вторая община была основана в Утрере, провинции Севилья, а позже — в Аямонте. Торрес умер в том же году, и его место директора занял его протеже Хосе Мария Альварес-и-Дельгадо. В том же году Герреро принесла монашеские обеты. Вскоре были основаны 23 общины конгрегации, в основном в западной Андалусии и южной Эстремадуре.
Герреро умерла в Севилье 2 марта 1932 года в возрасте 86 лет и была похоронена в монастыре Сестёр Креста.

## Прославление
Объявлена досточтимой 12 февраля 1976 года папой Павлом VI. Причислена к лику блаженных 5 ноября 1982 года папой Иоанном Павлом II. Канонизирована этим же папой 4 мая 2003 года.
День памяти — 2 марта.